# Chủ nghĩa cực đoan
Chủ nghĩa cực đoan là trạng thái ủng hộ một sự vật, sự việc, phe phái,... một cách thái quá dẫn tới vi phạm tiêu chuẩn đạo đức xã hội.
Ngày nay, thuật ngữ này được dùng chủ yếu ở ngữ cảnh chính trị hay tôn giáo, đề cập đến một hệ tư tưởng (bởi người phát ngôn hay một số đồng thuận xã hội chia sẻ ngụ ý) có khác biệt rất lớn với các thái độ chính thống (được chấp nhận) xã hội. Tuy nhiên, chủ nghĩa cực đoan cũng có ý nghĩa trong ngữ cảnh kinh tế.
Chủ nghĩa cực đoan thường tương phản với chủ nghĩa trung dung. Chẳng hạn, trong các thảo luận đương đại ở thế giới Hồi giáo phương Tây hoặc các khía cạnh chính trị Hồi giáo, sự khác biệt giữa người Hồi giáo cực đoan (ngụ ý "cái xấu") và người Hồi giáo ôn hòa (ngụ ý "cái tốt") thường được nhấn mạnh.
Các chương trình nghị sự chính trị được coi là cực đoan thường bao gồm chính trị cực tả hay chính trị cực hữu, cũng như chủ nghĩa chính trị cấp tiến, phản động, chủ nghĩa cơ yếu, và chủ nghĩa cuồng tín.